# Sylta
Sylta è un'area urbana della Svezia situata nel comune di Upplands-Bro, contea di Stoccolma.